# Marina Romero i Prades
Marina Romero i Prades   (Barcelona, 1985) és una periodista catalana que va iniciar-se professionalment a Ràdio Sant Cugat. Després de presentar durant dues temporades País km 0 a La Xarxa de Comunicació Local i de treballar a Catalunya Ràdio com a redactora i locutora dels serveis informatius des del 2018, el setembre del 2024 es va convertir en la presentadora del programa d'actualitat Més 324 del canal de televisió 3/24 en substitució de Xavier Grasset.